# Guillermo Castañeda
Luis Guillermo «Guille» Castañeda Cubas (Lima, 4 de julio de 1986) es un actor, comediante, presentador, productor y director peruano, que ha participado en series de televisión, teatro y películas nacionales. 
Inició su carrera artística como parte de la asociación cultural Patacláun, donde ha participado en numerosos proyectos con la compañía. 
Ganó reconocimiento por haber protagonizado la serie web Los cinéfilos bajo el papel de Guille y la película cómica El guachimán, estrenada en 2011, como el personaje de Alejandro «Álex» Ccanto. Fue el director de la película musical Los patos y las patas, estrenada en el año 2025. 
En su faceta cómica, se desempeña en el stand up comedy y es fundador del elenco artístico El club de la comedia. 

## Biografía
Proveniente de una familia de clase media, comenzó su carrera artística en los años 2000 como comediante, formando parte del elenco de la asociación cultural Pataclaún, donde ha recibido talleres de improvisación teatral y ha participado en algunos de sus proyectos de la mano de July Naters. Complementando, estudio teatro con el productor Roberto Ángeles.
Pero fue hasta el año 2008, cuando iniciaría su faceta como actor, haciendo su debut con la telenovela Graffiti en el reparto secundario, interpretando a Iván Núñez. Continuó con sus proyectos en la actuación, protagonizando la cinta El guachimán como el personaje de Alejandro «Álex» Ccanto, un vigilante de seguridad, en 2011 y fue protagonista de la serie web Los cinéfilos en 2013 al lado de Manuel Gold. Además, fundo el elenco artístico El club de la comedia en 2011, donde se desempeña como codirector en la actualidad, y tuvo una breve participación en la teleserie Al fondo hay sitio en 2015, en el papel de Igor Llontop, el compañero de viaje de Joel Gonzáles.
Entró al reparto principal de la película La cara del diablo como Pablo en 2014 y el cortometraje Living Legend al año siguiente con Pietro Sibille, donde interpretaría a «Rata».[cita requerida] Participó en la teleserie cómica Somos family bajo el personaje de Benjamín Montoya en 2015.
Previo a ello, fue parte del reparto principal de las obras teatrales Una comedia romántica, interpretando el personaje de Andrés, y El hombre del subsuelo en 2014. Adicionalmente, protagoniza la comedia ¡Oh, por Dios! en 2016, interpretando a un ángel, donde compartió roles con el actor Franco Cabrera y contó con la presencia de Rocío Tovar como directora del montaje.
Se desempeñó como locutor de un programa radial por la emisora Studio 92 en 2018 al lado del cómico Carlos Palma, mientras atravesó sus problemas policiales, producto de su denuncia por acoso sexual por parte de la actriz Daniella Pflucker, y fue director general del cortometraje peruano Código Noel, basado en la temática de la Navidad, en 2019.
Como comediante de stand-up, participó en el concurso Latin Comedy Fest en Canadá en 2022 como único representante de su país. Ya para esa época, Castañeda asumió la conducción del programa concurso Pukllaspa Yachay por TV Perú durante el periodo 2021-2022.
Entró al reparto principal de la telenovela Princesas como Benito Corchuelo «Chuncho» durante el periodo 2020-2021 y fue anunciado para participar en el reality show El gran chef famosos en 2023, siendo finalmente separado del elenco y reemplazado por el periodista deportivo Giancarlo Granda.
Actualmente, conduce el podcast De qué te ríes a través de la plataforma YouTube, cuya sinopsis es de entrevistas, donde se presentaron diferentes celebridades del medio local.
En el año 2025, marca su debut como director con la película musical Los patos y las patas, protagonizada por los actores juveniles Francisca Aronsson y Diego Villarán, basada en el tema musical homónima, interpretado por la banda musical Nosequién y los Nosecuantos.

## Filmografía

### Cine
| Año  | Título                                      | Rol                                       | Notas             |
| ---- | ------------------------------------------- | ----------------------------------------- | ----------------- |
| 2011 | El guachimán                                | Alejandro Falopino Ccanto Huaranga «Álex» | Protagonista      |
| 2014 | La cara del diablo                          | Pablo                                     | Reparto principal |
| 2015 | Living Legend                               | «Rata»                                    | Reparto principal |
| 2015 | Como en el cine                             |                                           | Reparto principal |
| 2016 | Calichín                                    | Señor López                               | Reparto principal |
| 2017 | Una comedia macabra                         | Monaguillo                                | Reparto principal |
| 2018 | La paisana Jacinta en búsqueda de Wasaberto | Sargento Mendoza                          | Reparto principal |
| 2018 | Nosotros                                    | Andrés                                    | Protagonista      |
| 2018 | A tu lado                                   |                                           | Coprotagonista    |
| 2018 | Relaciones loverbales                       |                                           | Protagonista      |
| 2018 | Soltera codiciada                           | Minimi                                    | Reparto principal |
| 2019 | Código Noel                                 | Él mismo                                  | Director general  |
| 2020 | La Foquita: El 10 de la calle               | Taxista                                   | Reparto principal |
| 2020 | Rómulo y Julita                             | Hilario                                   | Reparto principal |
| 2020 | Hipoxemia                                   |                                           | Reparto principal |
| 2023 | Un matrimonio inesperado                    | Marcelo                                   | Coprotagonista    |
| 2024 | Vivo o muerto: el expediente García         | Fabio                                     | Reparto principal |
| 2025 | Los patos y las patas                       | Él mismo                                  | Director general  |

### Televisión
| Año       | Título                       | Rol                               | Notas              | Emisión            |
| --------- | ---------------------------- | --------------------------------- | ------------------ | ------------------ |
| 2008      | Graffiti                     | Iván Núñez «Zambomba»             | Reparto secundario | Frecuencia Latina  |
| 2009      | Clave uno: médicos en alerta |                                   | Reparto secundario | Frecuencia Latina  |
| 2011      | Yo no me llamo Natacha       | Jerry                             | Reparto secundario | América Televisión |
| 2013-2016 | Los cinéfilos                | Guillermo «Guille»                | Protagonista       | YouTube            |
| 2014      | Experimentores               | Él mismo                          | Copresentador      | Latina Televisión  |
| 2015      | Somos family                 | Benjamín Montoya                  | Coprotagonista     | Latina Televisión  |
| 2015-2016 | Al fondo hay sitio           | Igor Llontop                      | Recurrente         | América Televisión |
| 2020      | Miitiin                      | «Gonza»                           | Protagonista       | YouTube            |
| 2020-2021 | Princesas                    | Benito Corchuelo Zapata «Chuncho» | Reparto principal  | América Televisión |
| 2025      | Brujas                       | Benito Corchuelo Zapata «Chuncho» | Reparto principal  | Vix                |
| 2021-2022 | Pukllaspa Yachay             | Él mismo                          | Presentador        | TV Perú            |

### Programas web
- De qué te ríes (desde 2023) como presentador.

## Teatro
- La ciudad y los perros (2012)
- Noche de tontos
- Una comedia romántica (2014)
- El hombre en el subsuelo (2014)
- ¡Oh, por Dios! (2016-2019)
- Mamma Mia! (2016)[17]
- En el barrio (2022-2023)